# Tonton quiteria
Tonton quiteria – gatunek pająka z infrarzędu ptaszników i rodziny Microstigmatidae.

## Taksonomia

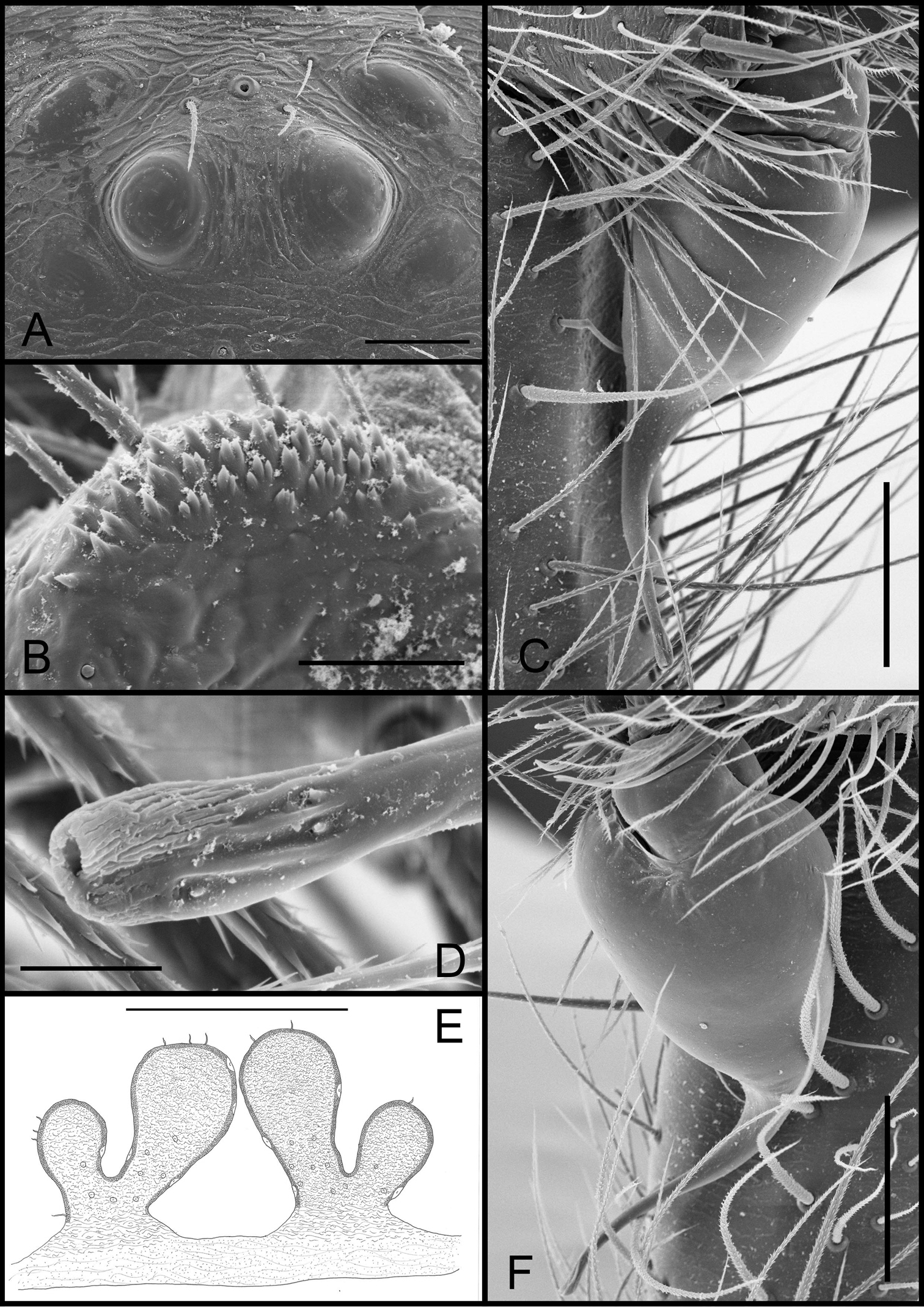
A: oczy, B: serrula, C: bulbus w widoku przednio-bocznym, D: wierzchołek embolusa, E: spermateki, F bulbus w widoku tylno-bocznym

Gatunek ten opisany został po raz pierwszy w 2019 roku przez Victora Passanhę, Igora Cizauskasa i Antônia D. Brescovita na łamach „ZooKeys”. Jako lokalizację typową wskazano Santa Quitéria do Maranhão w brazylijskim stanie Maranhão. Epitet gatunkowy pochodzi od tejże lokalizacji.

## Morfologia i występowanie
Holotypowy samiec ma ciało długości 2,26 mm przy karapaksie długości 1,1 mm i  szerokości 0,82 mm, zaś paratypowa samica ma ciało długości 2,76 mm przy karapaksie długości 1,28 mm i szerokości 0,96 mm. Prosoma jest żółtawa, zaopatrzona w sześcioro oczu, przy czym te par bocznych są szczątkowe. Serrulę szczęk tworzy kilka szeregów ząbków. Odnóża są żółtawe. Kolejność ich par od najdłuższej do najkrótszej to IV, I, II, III. Barwa opistosomy (odwłoka) jest żółtawa. Nogogłaszczki samca cechuje tak długie jak szerokie i zaopatrzone w krótki płat przednio-boczny oraz sześć kolców wierzchołkowych cymbium, gruszkowaty bulbus, a także równy wielkością tegulum, słabo pośrodku zakrzywiony, szeroki u podstawy i ku ściętemu wierzchołkowi z pomarszczonymi bruzdami zwężony embolus. Genitalia samicy zawierają dwie spermateki, każda zbudowana z dwóch krótkich i pogrubionych płatów, z których wewnętrzny jest dłuższy niż zewnętrzny.
Gatunek neotropikalny, południowoamerykański, endemiczny dla stanu Maranhão w Brazylii. Znany tylko z miejsca typowego.